# James Ensor
James Ensor (Oostende, 1860. április 13. – Oestende, 1949. november 19.) belga expresszionista festő.

## Élete
Szülei emléktárgy-üzletet vezettek, a boltban maszkokat is árultak. Ezek nagy hatással voltak későbbi munkásságára. Hosszú életének nagy részét Oostendében élte le, teljes magányosságban.

## Művészete

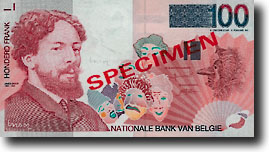
1995 és 2002 között James Ensor portréja szerepelt a belga 100 frankos bankjegyen.

Kifejezetten realista, sőt impresszionista eszközökkel ábrázolt félelmetes maskarákat, fantomokkal benépesített fantasztikus világokat. Visszahúzódó, az emberekkel és a világgal kapcsolatot nem találó művész volt, képtelen a valósággal való szembesülésre. Műveiben ennek ellentétét, a szorongás belső világát kelti életre hallucinációs látomásaiban. E világot csontvázak, álarcok, farkasok népesítik be, s gyógyíthatatlanul rányomja bélyegét a pusztulás és a halál. Ensor nem törekedett különösebben arra, hogy festményei expresszívek legyenek, éppen ellenkezőleg: belebonyolódott lidérces álmaiba, amelyek közvetlenül legbenső lelkivilágát tükrözték. Ez az önmagát a sorsnak teljesen kiszolgáltató attitűd Ensort Van Gogh és Munch rokonává avatja. 
A misztikus expresszionizmus teljesen egyéni változatát fejlesztette ki. Ensor sajátos nyelve igen hamar kialakult, ugyanakkor hagyományos csendéletei, enteriőrjei, zsánerképei is a kezdet kezdetétől telítődnek a festő furcsa világának (különös tündér- és szörnyvilág) sugárzásával. Nem különíthetjük tehát el az életművet a kezdeti realista, majd az ettől elrugaszkodó expresszionista-szürrealista szakaszra. A groteszk iránti hajlam mindvégig ott kísért az érett alkotásokon.  Realista irányból indult (Gustave Courbet hatása Belgiumban 1850-80 között szinte korlátlan volt) és fűtötte a társadalmi elégedetlenség.
Ha 1879 és 1880 között készített rajzait nézzük, a korai Van Gogh műveihez viszonyítva többet fedezhetünk fel egyszerű hasonlóságnál. 10 éven át festette Oostende legegyszerűbb embereit (halászokat, bányászokat, mosónőket, utcai árusokat). Ez az a korszak, amelyben kapcsolatba kerül a költő Émile Verhaerennel. Az ő hatására csatlakozik egy szocialista jellegű irányzathoz, ami nem tart sokáig. Hamarosan az egyéni lázadás állásait foglalja el. Ebből a szempontból Ensor egyike az első művészeknek, aki a 19. századi utópisztikus vagy humanitárius szocialista nézeteiből az értelmiségi anarchizmus tételeihez jut el. „Fel kell lázadnunk a közösségek ellen! Rejtezve kell élni, hogy művészek lehessünk.” – írta Ensor. Ebbe a megvető magányosságba zárkózik. Házában kritikus, józan, csúfondáros magányosságot alakított ki, s ebből nem is lép ki többé, még a második világháború alatt sem.
Ensor inkább moralista, mint prédikátor. Maró, csípős, patetikus, és gúnyoros hangulatai egyidejűleg öltenek álarcos vagy halálfejes, groteszken fantasztikus formát, melyben tollal és színes rongyokkal díszesen felszerszámozott csontvázak járják táncukat. Néha előtör a vásznakról a kedvtelés a borzalomban, néha viszont egy nagy népi búcsú hangulatát érezni. Világa csupa célzásra, allegóriára, jelképre épített világ, az ellentmondások és képtelenségek kavargása, melyet hol fájdalmas vidámság, hol pedig látomásos absztrakciók fognak össze. Ensor ezekkel a vásznakkal népesítette be önkéntese magányosságát és mondott ellent az uralkodó nyárspolgáriságnak. A magányosság mintha csak tragikus és elevenítő oxigén lett volna számára. 
- Krisztus bevonulása Brüsszelbe: (1888) Ezen a hatalmas vásznon érvényesül legjobban túláradó szatirikus-groteszk vénája. Sokan kerestek ezen az alkotáson pontos utalásokat, valójában az egész olyan mint egy nagy frász, bizarrságok sorozata, grimaszok, fintorok és tréfák előadása. „Viva la Sociale” virít egy vastag szalagon az utca felett, tőle nem messze pedig „Vive Jésus” olvasható egy kis zászlón. Pojácák, szenteskedő nők, utcalányok, katonák, úri cilindert hordó csontvázak, bohócos arcokkal körülkerített tömeg népesíti be a képet, olyan karneváli és vásári légkör izgalmát keltve, melyben a szamáron ülő Krisztus is csak egyike a sok szereplőnek. Minden alárendelődött a teremtő ösztönzésnek, a szabadabb ihletnek, a belső hangulatok közvetlen átadásának. Ennek a hévnek felel meg a kompozíció is.

Ensor felfedezte a szín olyan törvényeit, melyeket a művészek Párizsban a tudományból eredeztettek: anélkül, hogy a francia fővárossal kapcsolatot tartott volna, az impresszionizmus legfejlettebb elveihez érkezett. De hiába lépett egy sötét korszakból egy világosba, nem nevezhetjük impresszionistának. „Undorodom a fény szétbontásától, ez megöli az érzelmet és a friss egyéni látást. Elítélek minden módszert, minden mértéket vagy erőszakolt tanítást. Minden művészeti szabály, kánon a halált okádja. Az ész a művészet ellensége.” – írta Ensor. Hiába látta Seurat, vagy Monet és Renoir néhány alkotását, egyik sem hatott rá. A fény, a világos festészet problémája nem tőlük jutott el Ensor-hoz, hanem Turnertől. 
A kísértetek és a jelmezek táncművészetéből a természet, elsősorban a tenger felfedezésére indul. Tengeri képei, az alacsony partok feletti magas egek ellenére Ensor alapvető jellegzetessége továbbra is megmarad: heves irónia, gáncsoló csontvázak és ördögök tömege. Látásmódja olyan, amilyen korábban nem volt, démoni, nyugtalan.
A festészet mellett zeneszerzéssel és írással is foglalkozott.

## Alkotásai

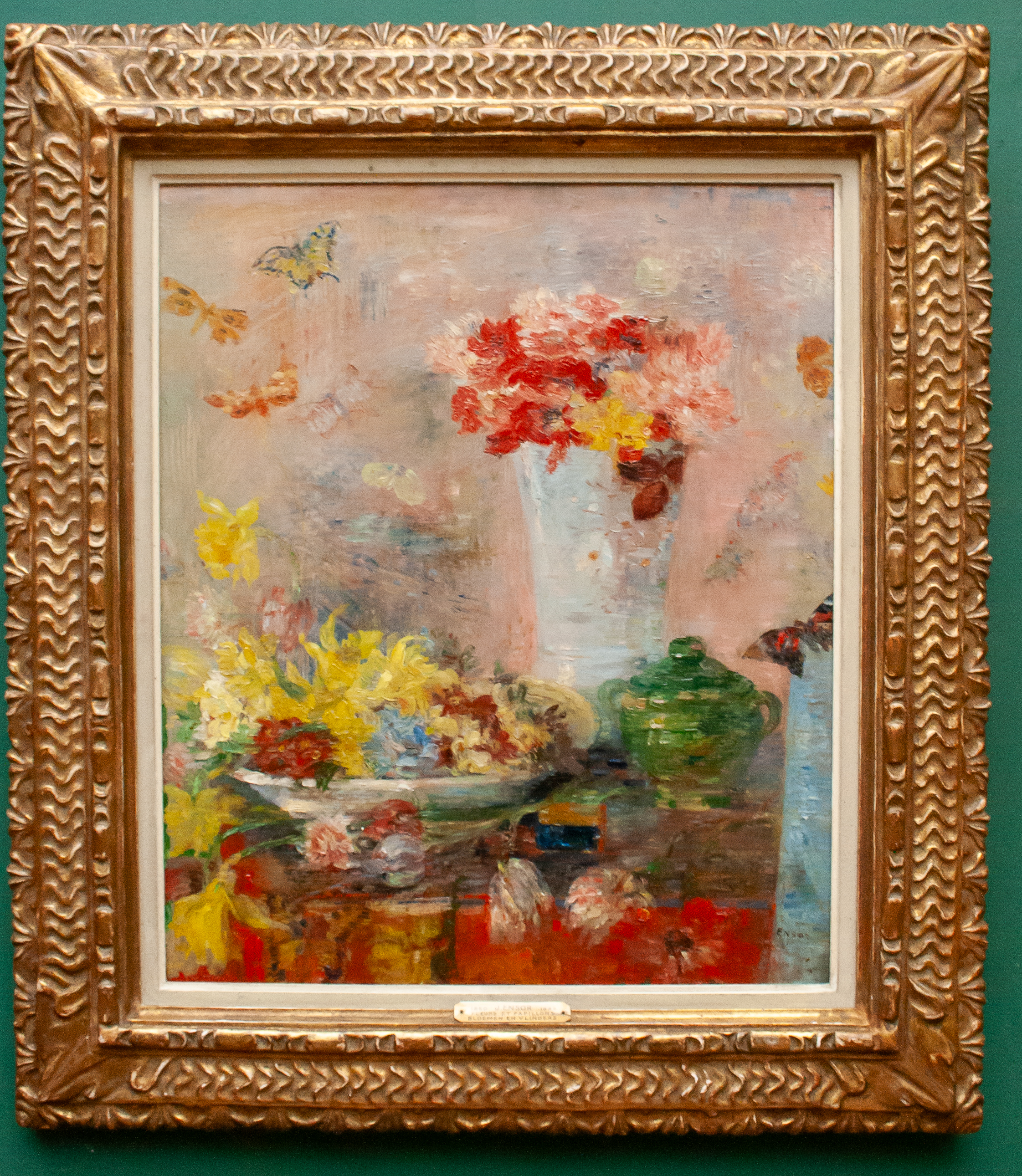
Virágok és pillangók (1883)

### Festmények
- Csendélet kancsóval (1880)
- Porcelán legyezővel (1880)
- Nő legyezővel (1880)
- Délután Oostendében (1881)
- Willey Finch portréja (1882)
- Virágok és kínai porcelán (1882)
- Ensor virágos sapkában (1883-1888)
- Nagy kilátás Oostendére (1884)
- Krisztus bevonulása Brüsszelbe (1889)
- A lázadó angyalok lezuhanása (1889)
- Csontvázak próbálják felmelegíteni magukat (1889)
- Öreg nő maszkokkal (1889)
- Dühös ember (1891)
- Groteszk énekesek (1891)
- A szirén hívása (1891)
- Csontvázak egy szárított heringért küzdenek (1891)
- Furcsa maszkok (1892)
- Rossz doktorok (1892)
- Maszkok párviadala (1892)
- Eugéne Demolder (1893)
- Halál és a maszkok (1897)
- Pierrot maszkokkal (1899)
- Pierrot és a csontvázak I. (1907)
- Krisztus és a doktorok (1920)
- Vörös káposzta és maszkok (1925-1930)
- Az idegen (1925-1929)
- Kivirágzott maszkok (1934)
- Ensor és a maszkok (1935)
- Csontvázak vitája egy akasztott ember előtt (1891)

### Karikatúrái
- A szirén hívása (1893): nagy hasú nőszemély hívogatja a tengerparton félve a habokba merészkedő fürdőruhás férfiút.
- Az ijesztő zenészek (1891): a főváros zenei életének ismert alakjait állítja pellengérre (Ensor szerette és művelte a zenét), csakhogy a zenekarban Alice Csodaországának bohókás állatai ülnek és egy kanalasgém úgy nyeldesi a hangjegyeket, akár a kákát. Wagner bedugott füllel vezényel, táskás szeméből diónyi könnyek csorognak alá.
- A jó bírák (1891): a bírák asztala fölött (mely akár Az utolsó vacsoráé is lehetne) Krisztus átszögezett, vérző lába látszik egy képkeretben, az asztalon széttrancsírozott végtagok, orrdarabok és egy boglyas hajú boszorkánymaszkának ezúttal az orra csöpög. Ensor egyik visszatérő motívuma a földön heverő tetemmel és az azt körülálló, kajánul szemlélő, vagy akár bántalmazó mellékszereplőkkel.
- Orrgyilkosság (1890): a középen, a földön heverő hullát négy vigyorgó maszka fogja le.
- Szenvedő nő (1882): realista képei egyike. Az előző kép motívumait dolgozza fel: itt ágyában felöltözve fekszik úgy egy fekete ruhás hölgy, akár egy tetem.

Az érett Ensor egyik, korán megtalált alapmotívuma a maszkák és csontvázak. Rengeteget festett ezekből a különös lényekből, akik szabadon élik a maguk sajátos, öntörvényű életét. Csontvázai sós heringet rángatnak egymás szájából (1891), máskor akasztott emberért folyik köztük az ádáz küzdelem.

### Maszk képek
- Ijedt maszkok (1930): Szörnyalakjai csöppet sem félelmetesek, gyermeki kék szemmel néznek a világba, akár egy Lucas-film figurái vagy egyéb filmbeli szörnyecskék.
- Ensor maszkokkal (1899): A maszkák vastagon vérvörösre festett szája hasonlóan hangsúlyozza a kontúrvonalakat. A maszkák szeme néha üres feketeségként tátong.
- Különös maszkok (1892): figurái szinte belecsorognak a fehéren sugárzó háttérbe, mint a köpönyegük. Ezen a képen a maszkok nagyság szerint sorakoznak egymás mellett, végképp megbontva a képek egyensúlyát.

Ensor szívesen játszik a kontúrvonal lehetőségeivel, másik nagy játszótere a fény.

### Kései munkák
- Azaleák: egy virágcsendélet mögött a falon ez a mű lóg, éspedig a festővászonra került szűzzel: kép a kép a képben.
- Az illúzió kertje (1937): Ensor nagy összegző munkái közé tartozik. Az előtérben élénk pirosan megfestett tömeg nyüzsög a vízparton, nem emberek, hanem megint csak fura tündérnép. A napfény-fehér itt a szivárvány színeire bomlik szét, s az ég sugáráramlatai zöldbe folyva lombkoszorúba foglalják a tájat. Az alakok nyújtott ívelt nyaka a fatörzsek – ágak nyújtózásának ritmusát ismétli.
- Szent Antal megkísértése (1909): mintha az ég maga is víz volna, s ezen a vízmélyi égen úszkálnak fura, áttetsző pukkadékony fantomok, medúzák.
- Mózes megtalálása (1924): a pointillizmussal kísérletező kései mű, a színes fények itt tűzijáték sugaraiként villódznak a kisded Mózes testéből. A liget kígyózó fái között tündértánc indázik, az előtérben egy páva tűzpiros csóvája hasít.

Ensor realista művei túlmutatnak a realizmuson, hiszen csendéletein kagylók sugároznak rózsaszín-kék gyöngyházfénnyel, állati tetemek nyúlnak el a rongybabamaszkák petyhüdtségével, s virágok hervadoznak – haldokolnak kényes tündérszárukon.